# Torneo de Bad Homburg 2021
El Bad Homburg Open 2021 fue un torneo de tenis jugado en canchas de césped al aire libre. Fue un torneo que perteneció a la categoría WTA 250 en el WTA Tour, fue la 1.ª edición del evento. El evento tuvo lugar en el TC Bad Homburg en Bad Homburg del 20 al 26 de junio.

## Cabezas de serie

### Individuales femenino
| Tenista           | Ranking | Preclasificada |
| Petra Kvitová     | 11      | 1              |
| Victoria Azárenka | 16      | 2              |
| Jessica Pegula    | 26      | 3              |
| Angelique Kerber  | 27      | 4              |
| Nadia Podoroska   | 42      | 5              |
| Sorana Cîrstea    | 45      | 6              |
| Sara Sorribes     | 53      | 7              |
| Laura Siegemund   | 55      | 8              |

- Ranking del 14 de junio de 2021.[2]

### Dobles femenino
| Tenista                      | Ranking | Preclasificada |
| Darija Jurak Andreja Klepač  | 68      | 1              |
| Nadiia Kichenok Raluca Olaru | 87      | 2              |
| Anna Blinkova Arantxa Rus    | 125     | 3              |
| Miyu Kato Renata Voráčová    | 143     | 4              |

## Campeones

### Individual femenino
Angelique Kerber venció a  Kateřina Siniaková por 6-3, 6-2

### Dobles femenino
Darija Jurak /  Andreja Klepač vencieron a  Nadiia Kichenok /  Raluca Olaru por 6-3, 6-1